# Provincia de Cáceres
Cáceres es una provincia española de la comunidad autónoma de Extremadura, con capital en la ciudad homónima de Cáceres. Ubicada en el oeste del país, tiene una población de 388 652 habitantes (INE 2024) y sus municipios más poblados son Cáceres, Plasencia y Navalmoral de la Mata. La zona norte de la provincia está dominada por el sector occidental del sistema Central, mientras que al sur y al este se alzan varias estribaciones de los montes de Toledo. Los ríos que la surcan vierten sus aguas principalmente a la cuenca del Tajo, aunque también a la la del Guadiana y a la cuenca del Duero. Cáceres, que es la segunda provincia más extensa de España tras Badajoz, limita con Castilla y León a través de las provincias de Salamanca y Ávila y con Castilla-La Mancha por Toledo. Al sur se encuentra Badajoz, y al oeste se ubica la frontera con Portugal.

## Historia

### Prehistoria
Paleolítico inferior
Las pruebas de presencia humana más antiguas del actual territorio de Extremadura datan del periodo Paleolítico Inferior. En los yacimientos —en su mayoría superficiales— se han hallado herramientas toscas de cuarcita y, en menor medida, de granito, pero no se han encontrado restos de cadáveres humanos. La técnica usada para construir las herramientas consistía en golpear la piedra con un percutor de piedra o cuerna hasta conseguir filos, puntas, muescas, hachas o picos. Los restos más antiguos se corresponden con la fase media del periodo Achelense (hace unos 700 000 años).

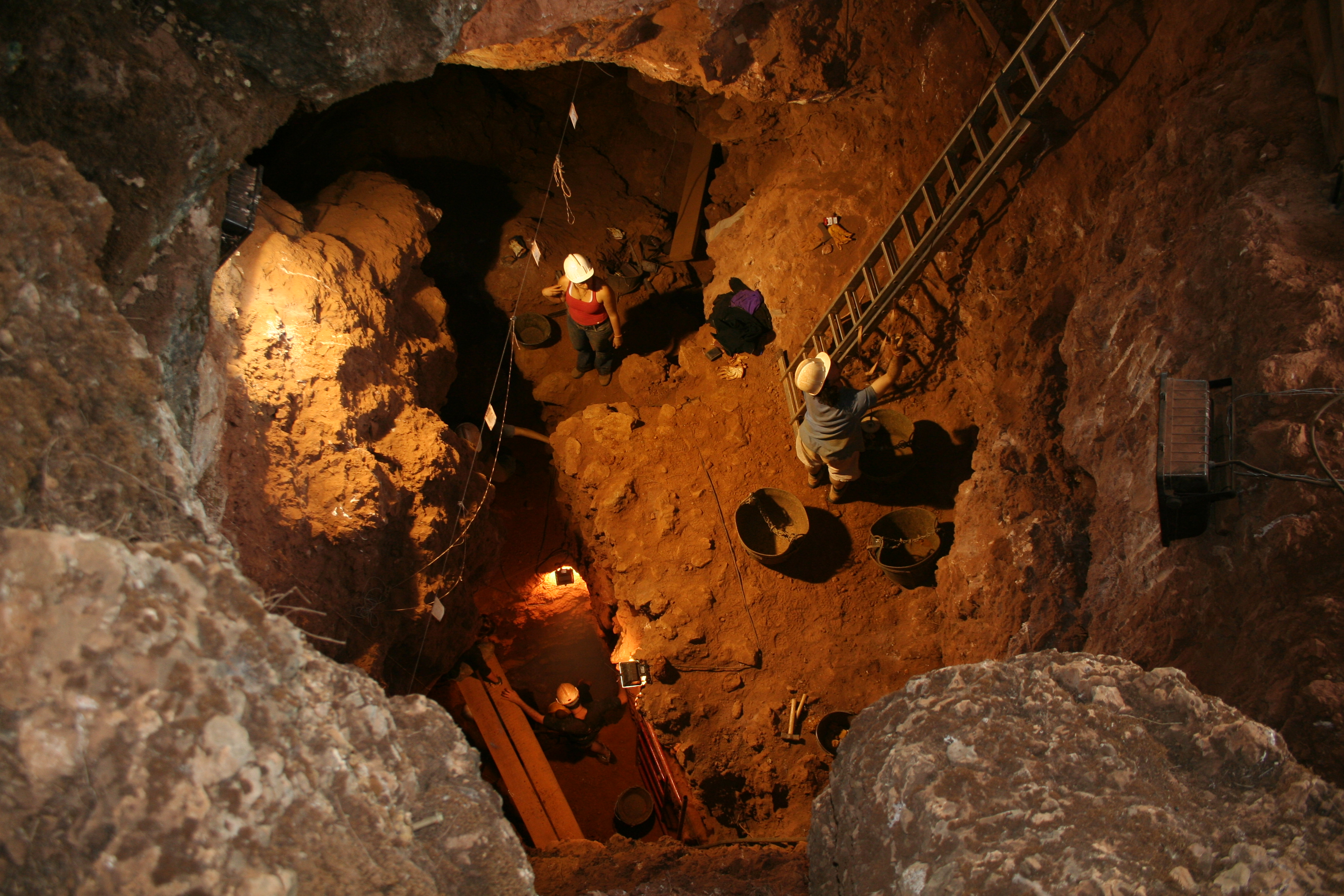
Excavación en la cueva de Santa Ana, en Cáceres.

Los yacimientos más antiguos están cerca de donde hay piedra adecuada para tallar y construir, pues, las herramientas y útiles. Además se encuentran cerca de los ríos y de los grandes afluentes. Las áreas de más concentración de yacimientos del periodo Achelense son: pantano de Valdecañas, río Alagón, Jerte y El Sartalejo. Los instrumentos más destacados de esta época son el bifaz, el hendedor y el pico triédrico.
Paleolítico medio
Se han recogido muy pocos restos en Extremadura. Todos ellos son del periodo Musteriense. Se construyeron con la técnica mediante la cual calculaban el tamaño del instrumento antes de extraer de la piedra matriz un fragmento adecuado al instrumento que pretendían fabricar. Los útiles más característicos eran las raederas, denticulados y puntas. Todos ellos son menos pesados, menos toscos, construidos con una tecnología más avanzada que los del Paleolítico Inferior. Los lugares donde se encuentran yacimientos del periodo Musteriense se corresponden con los del periodo Achelense, es decir, cerca de los ríos.
Paleolítico superior

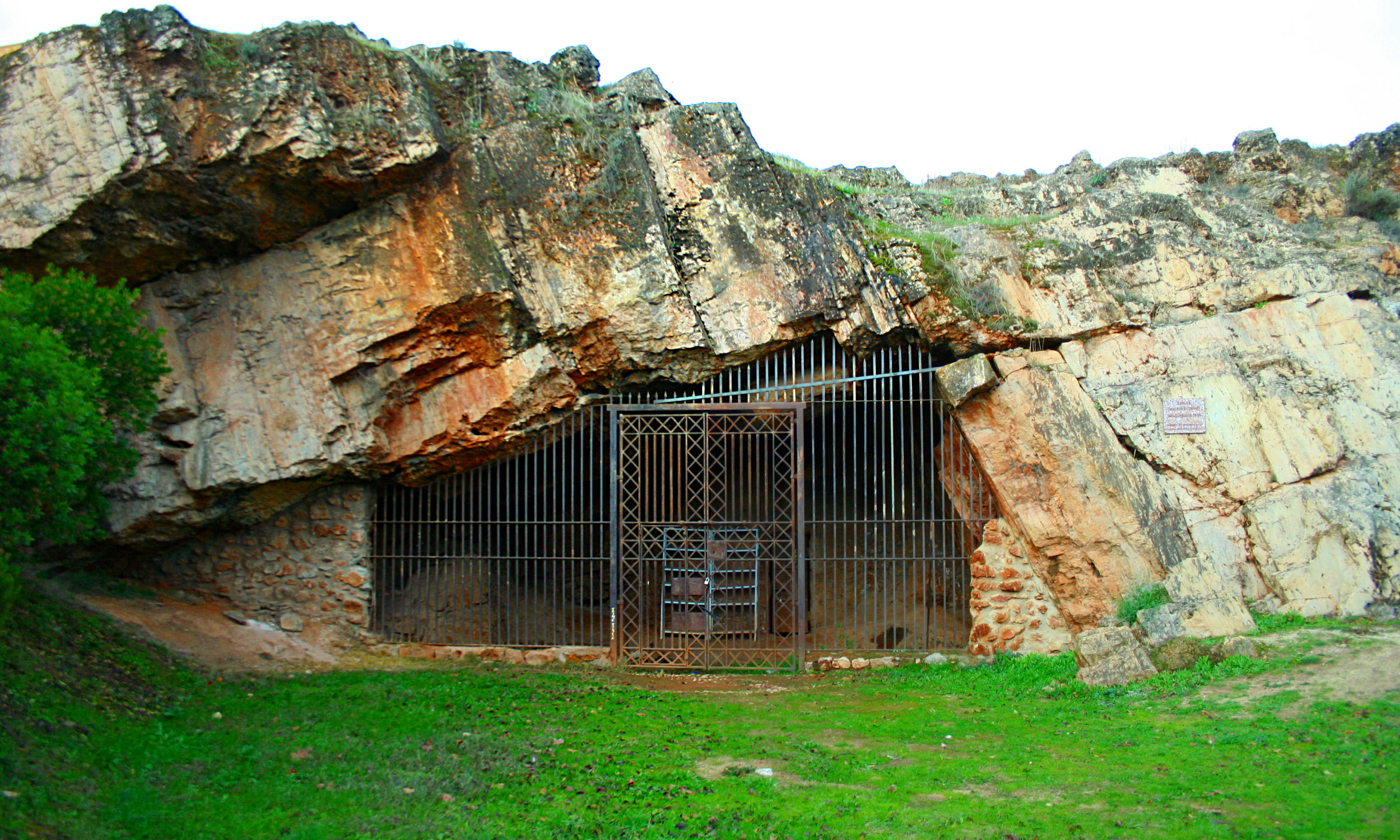
Entrada actual de la cueva de Maltravieso, en Cáceres

Durante esta era aparece el Homo sapiens sapiens —el hombre actual— sobre la faz de la Tierra. En esta época fueron hechos los grabados y pinturas de la cueva de Maltravieso, santuario del arte cuaternario, y de las Minas de Castañar de Ibor. Todas son de estilo Magdaleniense.
En la cueva de Maltravieso, se encuentran grabados de la silueta de una cierva, varios triángulos y otras figuras geométricas. Sobre todo se han encontrado más de 30 manos pintadas en negativo y sin dedo meñique la mayoría de ellas. No se han encontrado restos que sugieran que fuera habitada durante esta época, aunque sí de épocas posteriores, por lo que se puede concluir que era un lugar sagrado, no de habitación.
Neolítico
Aunque son muy pocos los datos que se conocen sobre el Epipaleolítico en la actual región de Extremadura, el Neolítico trajo algunas modificaciones en la subsistencia de las comunidades humanas que habitan la región. La más importantes son la introducción de la ganadería y la agricultura, que se incorporan a las actividades de caza y recolección ya existentes. En cuanto a la tecnología se refiere, la incorporación más importante es la de la cerámica que permitirá el almacenamiento de los excedentes agrícolas.
En la actualidad los estudios más recientes consideran que el Neolítico en Extremadura comenzó en la transición del vi al v milenio a. C. Se supera así el concepto de Neolítico Tardío que algunos autores habían empleado, creyendo que la aparición de la agricultura habría sido mucho más tardía en esta zona de España. Del Neolítico Antiguo los yacimientos más representativos son el cerro de la Horca (Plasenzuela), cueva de Boquique (Plasencia), la cueva de El Conejar (Cáceres) y Los Barruecos (Malpartida de Cáceres). De este último yacimiento proceden las evidencias de agricultura más antiguas de la región, que fueron datadas a finales del vi milenio a. C. Los indicios de domesticación animal son débiles, pero puede suponerse que la domesticación animal es contemporánea a la introducción de la agricultura. En estos yacimientos se han encontrado cerámicas decoradas, sobre todo la variedad conocida como «boquique», por haberse documentado por primera vez en esta cueva de Plasencia.
A partir del Neolítico Medio, comienzos del v milenio a. C., se produce la proliferación del megalitismo en la región. Existen pocos poblados conocidos de esta época, tan solo algunos datos del yacimiento de Los Barruecos. El fenómeno megalítico es en cambio bien conocido, pues existen grandes concentraciones de dólmenes en diversas comarcas de la región. Conjuntos de este tipo de sepulcros megalíticos pueden encontrarse en Valencia de Alcántara, Cedillo o Santiago de Alcántara. Aun así hay que decir que este fenómeno tiene una gran perduración en el tiempo, perdurando hasta los inicios de la Edad del Bronce. Los enterramientos de esta fase suelen caracterizarse por microlitos de sílex, cerámicas lisas y algunos ídolos placa.
Del Neolítico Final destacan yacimientos como Araya. Se desarrolla a partir del 3500 a. C. y sentará las bases para la aparición del Calcolítico, a partir del iii milenio a. C. Estos poblados tienen una verdadera vocación agrícola y ganadera. Su situación, próxima a tierras fértiles, suele ser en suaves lomas próximas a cauces de ríos. Las cerámicas se caracterizan por ser prácticamente lisas, con escasas decoraciones y formas simples. La cerámica más indicativa es la «cazuela carenada», que aparece corrientemente en los yacimientos de todo el suroeste peninsular, demostrando la integración de Extremadura dentro de una dinámica cultural común caracterizada por el incremento demográfico y el afianzamiento, cada vez más claro, de la agricultura y la ganadería.
Calcolítico
Durante el Calcolítico o Edad de Cobre, las comunidades humanas prehistóricas realizan avances en la explotación agropecuaria del medio, se desarrolla la metalurgia con el inicio de la transformación del cobre hacia el iii milenio a. C. en Castillejo.
Se produce un desarrollo de la complejidad social tanto estructural como ideológicamente: hay desigualdad de roles y de bienes.

### Edad Antigua
Época prerromana
Entre los pueblos prerromanos más importantes que habitaron la actual Extremadura se encontraron los vettones (Vettoni), que habitaron las actuales provincias de Cáceres (norte) y Salamanca, la provincia de Ávila y parte de la de Toledo. Los lusitanos (Lusitani) (los más arquetípicos de Extremadura), que se extendían por casi la totalidad de la actual Extremadura y centro de Portugal, pueblos pastores dedicado al pillaje y la guerra, cabe destacar la imagen del líder lusitano Viriato y la resistencia férrea frente a los romanos. Situados al sur, próximos a la provincia de Badajoz, se encontraban los célticos (Celtici), eran principalmente urbanos y ofrecieron poca resistencia a las tropas romanas, por lo que no fueron obstáculo para el avance de estas.
Época romana

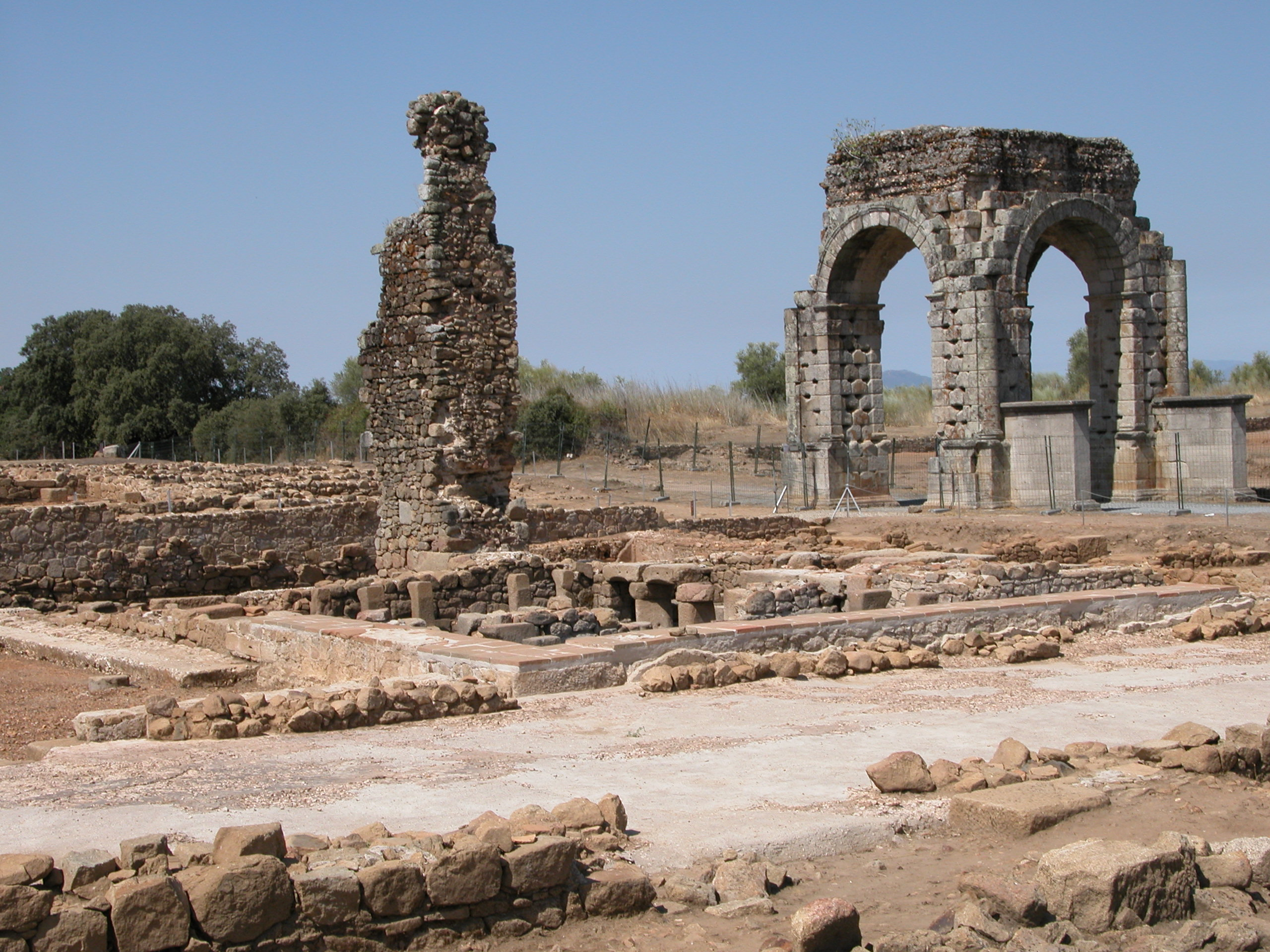
Conjunto romano de Cáparra

La tierra de esta confederación lusitana sufrió una romanización completa y profunda. El grado de romanización alcanzado y la extensión de la provincia Ulterior aconsejaban un gobierno aparte, constituyéndose la Lusitania en provincia aparte en tiempos de Augusto (siglo II a C.). La provincia de Lusitania acogía gran parte de Extremadura, y Portugal central.
Se construyeron numerosas vías de comunicación (calzadas), grandes urbes. Lusitania fue una de las provincias en que se dividió definitivamente la península ibérica y un aspecto importantísimo fue la adopción de la lengua del Imperio, base de todas las futuras lenguas romances peninsulares.

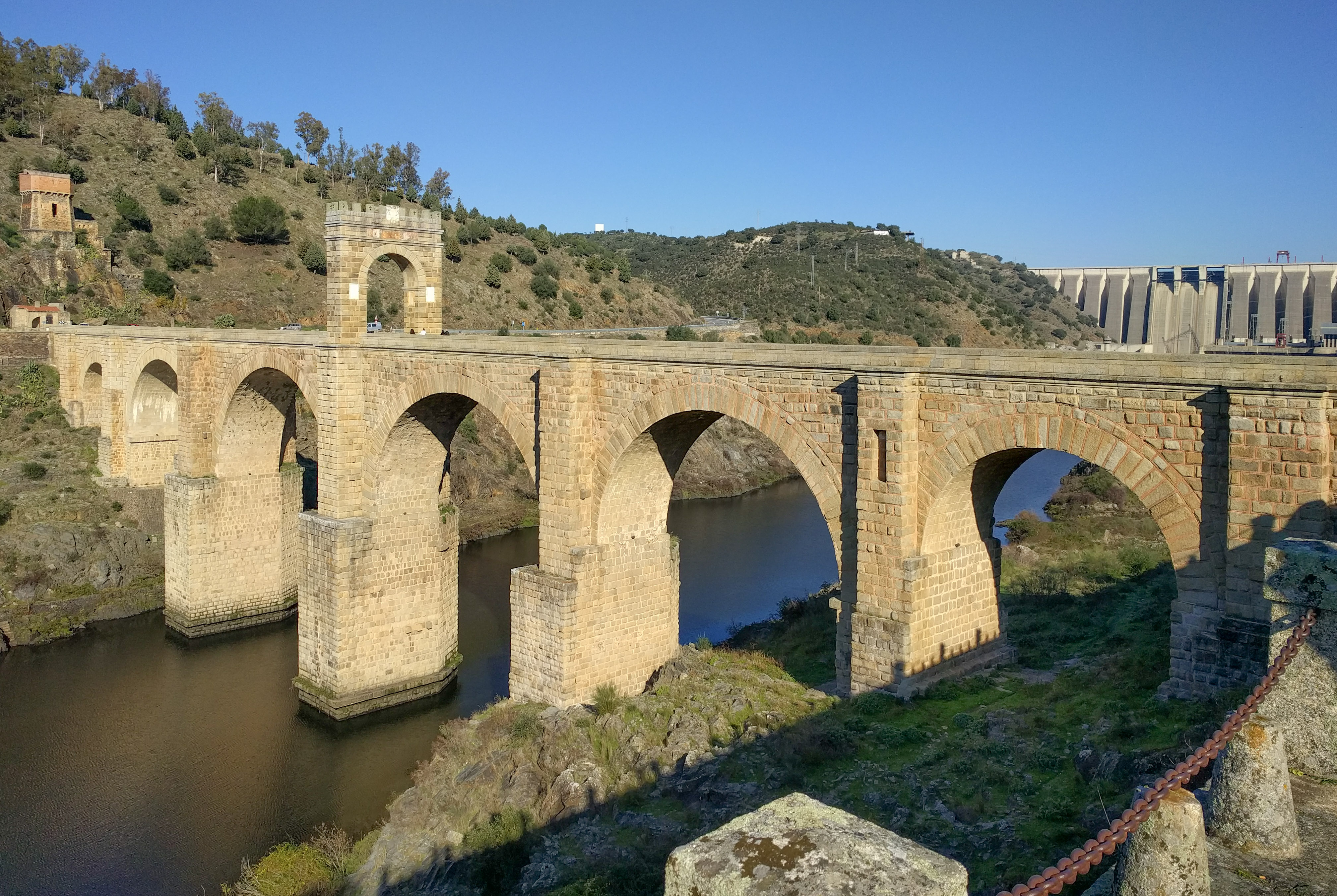
Puente romano de Alcántara

La Ruta de la Plata unía Asturias con Emérita y con Itálica, atravesando la provincia de Cáceres por la mitad. Otra ruta unía Mérida con Coímbra, pasando por el famoso puente de Alcántara. 
Vespasiano dio otro paso en la romanización al conceder el derecho de ciudadanía latina a todos los habitantes de la península ibérica, facilitando de este modo el que los hispanos pudieran acceder a un cargo público. En el siglo III d. C. comenzaron los problemas. Bandas germánicas, constituidas por bárbaros, saquearon la provincia a su paso. Ello aconsejó fortificar las ciudades; de este tiempo datan las murallas de Coria y Cáceres. El temido peligro llegaría en el siglo V, dejando a la provincia abandonada y en ruinas. La ciudad de Norba Caesarina se extinguió. Otras, como Augustobriga y Cáparra cayeron en el olvido, a pesar de quedar en pie formidables monumentos.

### Edad Media
Época visigoda
La Lusitania fue invadida primero por los alanos y después por los suevos. Con ellos entramos en época visigoda.
Como elementos arquitectónicos más representativos de esta época, nos encontramos con la iglesia de Santa Lucía del Trampal, que es un templo de datación discutida (entre el siglo VII y el siglo IX), situado en el municipio español de Alcuéscar, en la provincia de Cáceres. 
Se trata de un templo singular con características arquitectónicas visigodas y posible influencia posterior mozárabe, que ordena su cabecera con tres capillas rectangulares abiertas a un transepto. Destaca por ser la única edificación de época visigoda que se conserva en pie en el sur de la península ibérica.
Ocupación musulmana

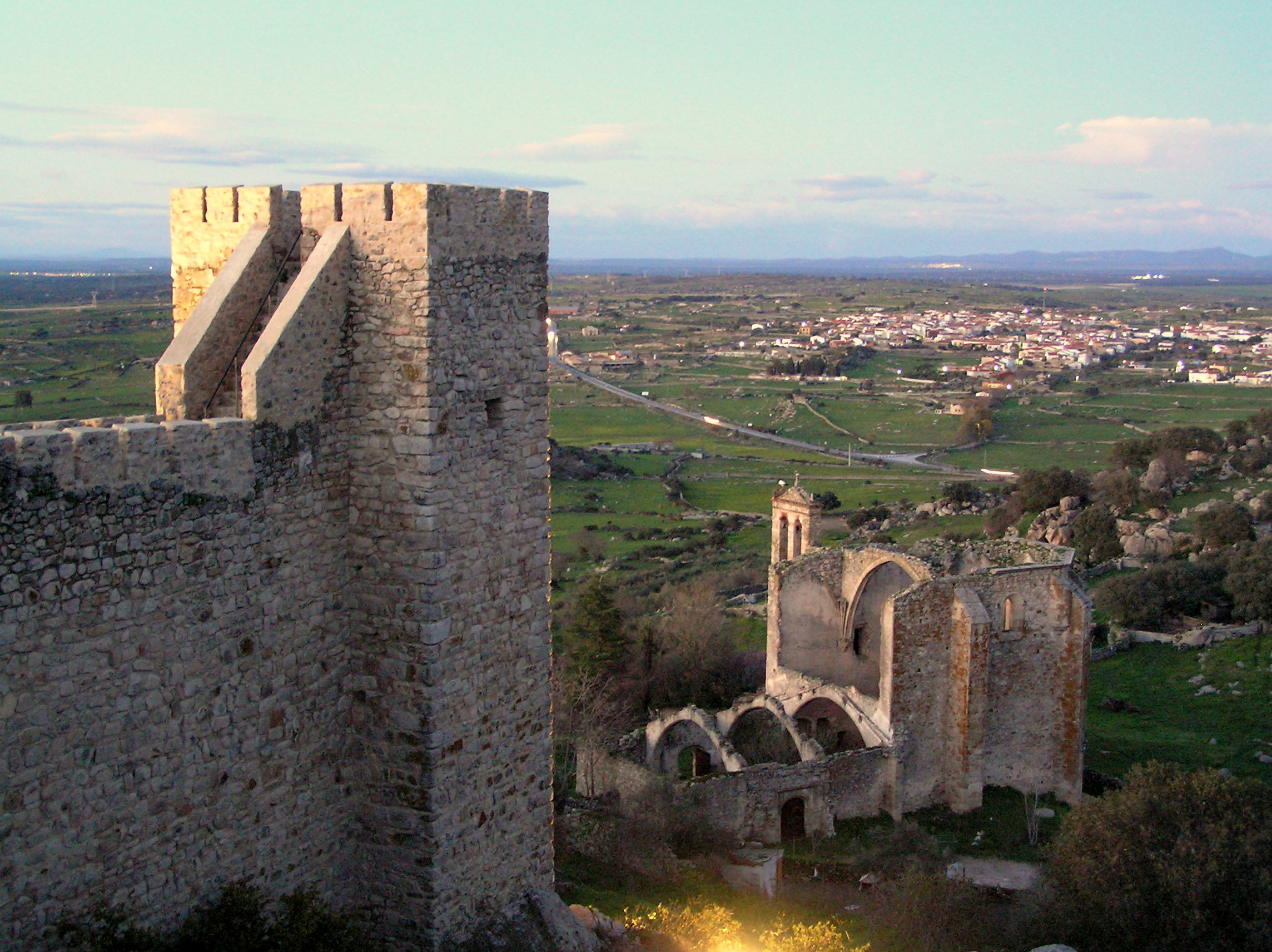
Castillo de Trujillo, de origen musulmán

Con la llegada de los sarracenos la Lusitania visigótica pasa a llamarse Reino Taifas de Badajoz. En Extremadura se conservan numerosas huellas del periodo musulmán de más de cinco siglos en la zona, hasta 1248. Por destacar algunos de los existentes se pueden citar el Aljibe de Cáceres, el castillo de Trujillo, y en Galisteo las murallas de la época almohade a base de piedras de río. En 1009 se crea el Reino de Taifas de Badajoz que recuerda geográficamente a la Lusitania y que diversos autores consideran como último periodo del ciclo lusitano. La taifa de Badajoz fue una de las más extensas y poderosas de la península, llegando a tener una extensión mayor al área actual de la región extremeña. En este período se abre un apasionante periodo de intrigas, luchas y pactos con los reyes de Sevilla, Toledo y Córdoba. además de con los monarcas cristianos.
Reconquista

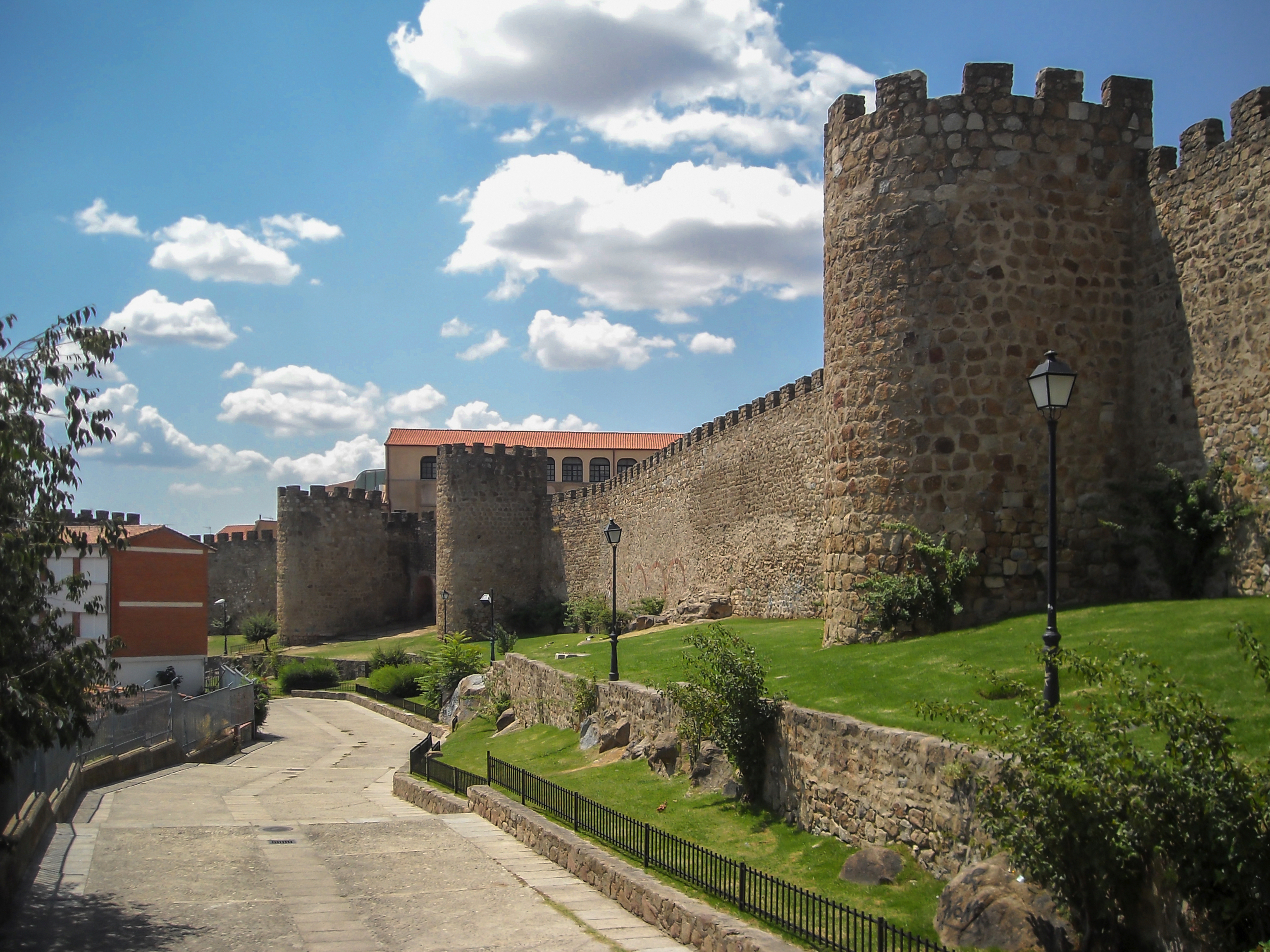
Murallas medievales de Plasencia

La Reconquista de lo que actualmente es Extremadura (parte oriental del reino Taifas de Badajoz) se la disputan el reino de Portugal con el rey Alfonso Enrique con la ayuda del guerrero Geraldo Geraldes conocido como Geraldo «sem Pavor» y el Reino de León con el rey Fernando II, definitivamente la conquista la lleva a cabo principalmente el Reino de León, en su segunda etapa como reino independiente (1072-1230). Primero fue Fernando II de León en 1169 y después Alfonso VIII de León (incluido en el orden dinástico español como Alfonso IX) en 1229 quienes tomaron Cáceres. Ya en 1213, el propio Alfonso VIII de León había tomado Alcántara. A esta ciudad la convirtió en la sede de la Orden Militar de San Julián de Pereiro, posteriormente llamada Orden de Alcántara. 
Por su parte la corona de Castilla también avanzó en la reconquista y en el año 1186 el rey Alfonso VIII de Castilla funda la ciudad de Plasencia sobre un asentamiento anterior, para así garantizar y asegurar la posesión de Gredos y del valle del Jerte. Se establece la Vía de la Plata como frontera entre los reinos de León y Castilla.
Unificación castellano-leonesa
La parte occidental del Reino Taifas de Badajoz fue reconquistada por Enrique de Borgoña, el cual recibió el condado portucalense (Oporto y tierras circundantes), con el título de «Conde de Portus Cale». Este condado se convertiría en un reino independiente años después y comenzaría su expansión hacia el sur hasta llegar a Faro.
Según una antigua leyenda, en el siglo XIV se produce la aparición de la Virgen de Guadalupe, patrona de Extremadura.

### Edad Moderna
Conquista americana

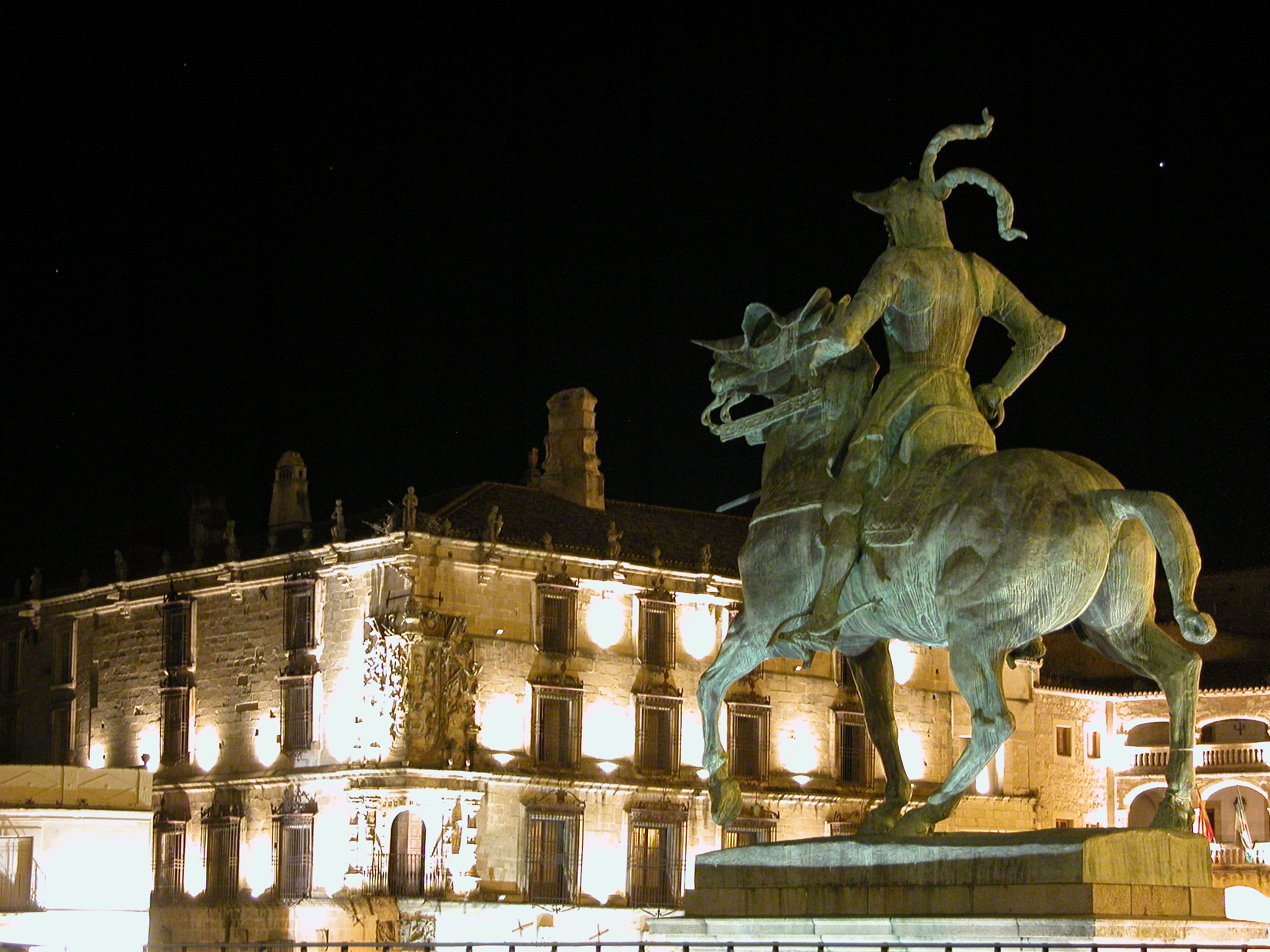
Estatua de Francisco Pizarro en Trujillo

Un rasgo característico de la región fue la emigración masiva a América. Muchos de los emigrantes fueron hombres en busca de la fortuna y fama que España ya no podía ofrecer tras la caída del Reino nazarí de Granada en 1492, el mismo año que se descubrió América. Entre los conquistadores que llegaron a América, destacan varios extremeños como Francisco Pizarro quien anexionó los territorios incaicos a los dominios de España, Alonso de Mendoza explorador y conquistador español que fundó Nuestra Señora de La Paz en la actual Bolivia, Ñuflo de Chaves, explorador y conquistador español del Paraguay y la zona suroriental de Bolivia, recordado como fundador de Santa Cruz de la Sierra en Bolivia, para satisfacer su ilusión y perennizar en aquellos alejados territorios el nombre de su solar nativo.
Unión con Portugal
Uno de los acontecimientos determinantes de la historia moderna de Extremadura se produce en 1580, con la unión de los imperios de España y Portugal. Las dos superpotencias de la época se unen bajo una misma corona. Extremadura está a similar distancia entre Madrid y Lisboa, las capitales de los dos imperios, por lo que varias ciudades viven una época de esplendor, que quedará truncada con la llamada Guerra de Restauración portuguesa, que supuso la definitiva separación de ambos reinos y que marcó la decadencia de Extremadura en los siglos posteriores.
Siglos XVII y XVIII

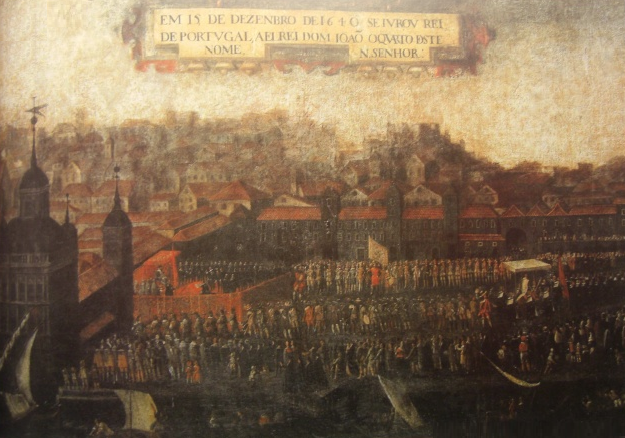
Juramento y aclamación de Juan IV de Portugal (1640)

La guerra de 1640 fue el inicio de una sucesión trágica de guerras devastadoras para Extremadura que no acabó hasta la finalización de las guerras napoleónicas, ya en el siglo XIX. La guerra menos referida en los libros escolares españoles, la llamada Guerra de Restauración portuguesa (Guerra da Restauração, en portugués) mantenida con Portugal desde 1640 hasta 1668, transformó a Extremadura de una manera determinante y marcó su destino hasta tiempos muy recientes.

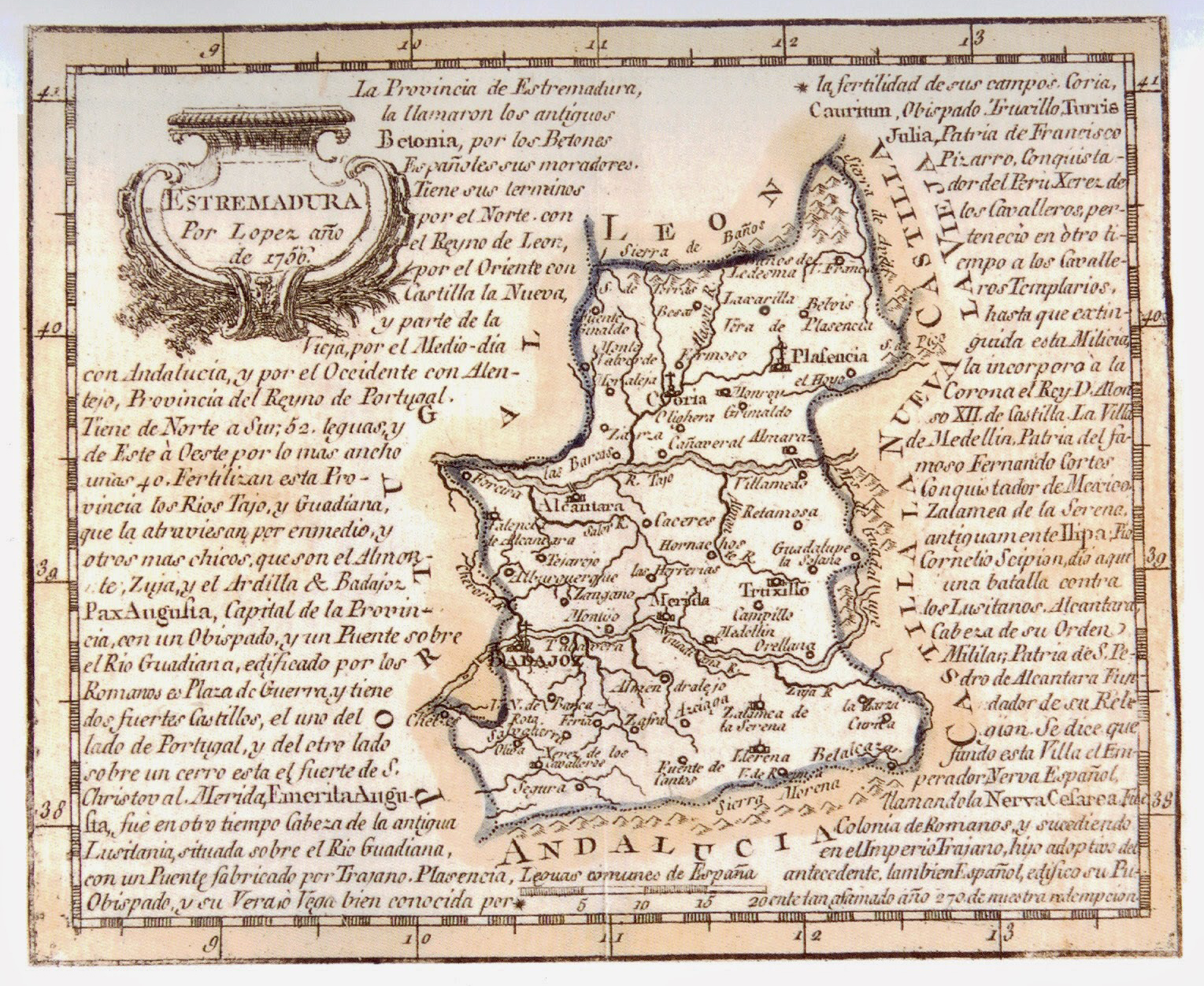
Mapa de Extremadura en el siglo

La prepotencia de la nobleza española trató a Portugal, su vasto imperio, su singular cultura y su importancia naval y comercial, como un territorio más de un imperio por otra parte difícilmente gobernable en muchos aspectos, por lo complejo y extenso, durante el periodo en el que Portugal formó parte de la Monarquía Hispánica (1580-1640), desde el reinado de Felipe II, hasta el de Felipe IV. Analizada desde la perspectiva de sus consecuencias, especialmente para Extremadura, fue sin duda una de los peores servicios hechos a la historia de España, por unos gobernantes que les faltó la altura de miras para entender el poder y la influencia que podría haber alcanzado aquel imperio, si esa unión dinástica hubiera tenido más éxito que el que tuvo. La guerra con Portugal transformó las ciudades y los pueblos extremeños de una manera notable. Se produjo una gran despoblación y un gran abandono de tierras de labor. Las continuas escaramuzas por la frontera y el asentamiento casi durante treinta años de los soldados en las poblaciones extremeñas, provocó una crisis que se acrecentó tras el final de la guerra, al convertirse este territorio de nuevo en la «Extremadura». Otra vez territorio de frontera, con un imperio muy poderoso y con una gran carga de recelo tras el largo período de hostilidades.
En 1653 la ciudad de Plasencia decide recuperar el voto en Cortes que durante la Edad Media había tenido, y comprarlo por valor de 80 000 ducados. Para ello propone una alianza a las ciudades de Badajoz, Mérida y Trujillo y a las villas de Cáceres y Alcántara para comprar conjuntamente dicho voto y conformar de este modo la provincia de Extremadura. Es pues en este momento cuando surge Extremadura como entidad política, a la que posteriormente se unirían otras localidades y la provincia de León de la Orden de Santiago.
No habían pasado treinta y cinco años del final de la guerra con Portugal y España se ve envuelta en la guerra de sucesión española (1702-1713), que acaba de arruinar Extremadura, con la destrucción de los pueblos del valle del Tajo. A efectos transfronterizos, es una nueva guerra con Portugal, que viene a abrir aún más la brecha que separa ambos países.

### Edad Contemporánea
Siglo XIX

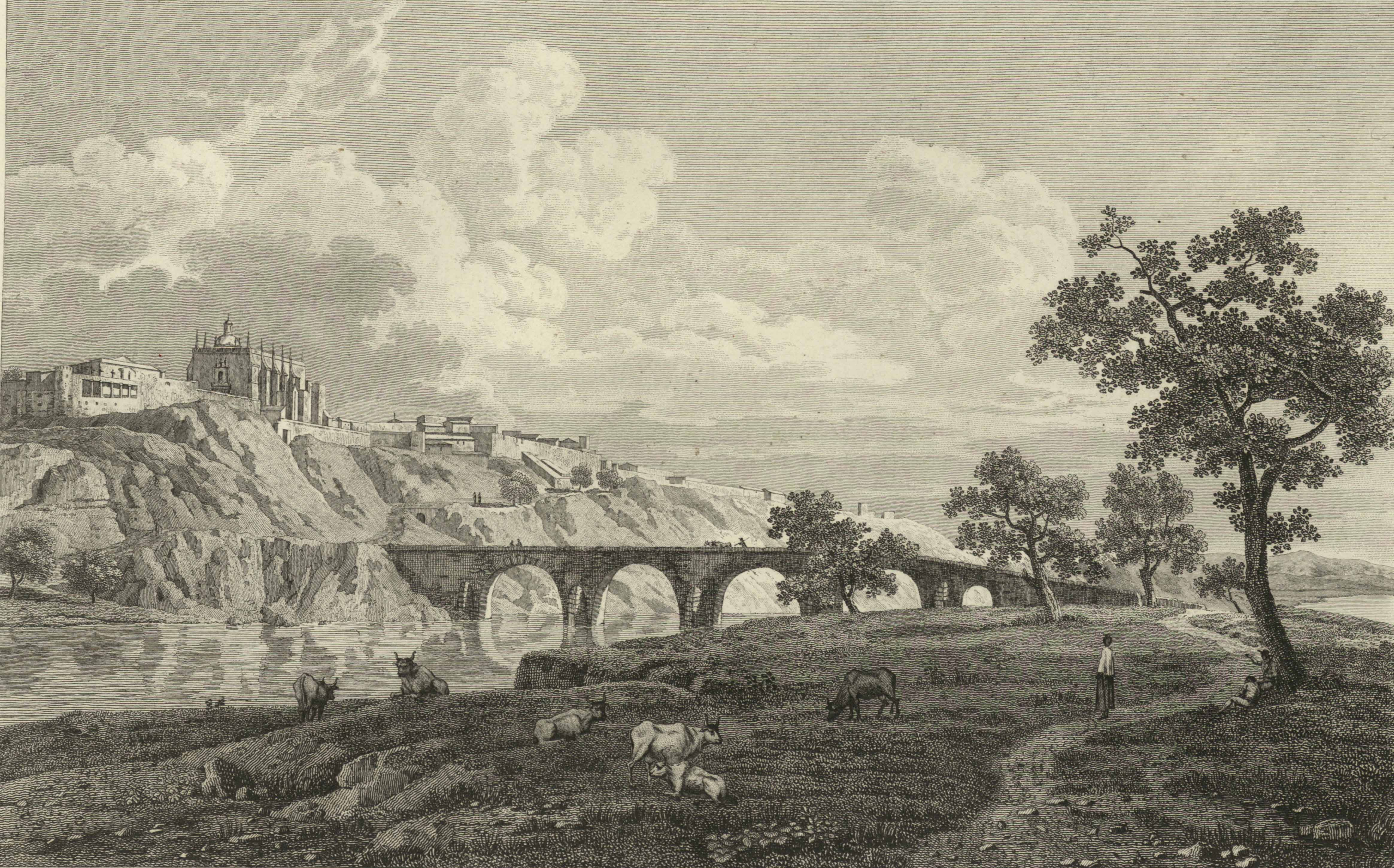
Vista de Coria a comienzos del siglo en Voyage pittoresque et historique de l'Espagne

Durante la Guerra de la Independencia Española (1808-1814), Extremadura registra un nuevo periodo de convulsiones y penurias al estar situada en la encrucijada estratégica por la que pugnan las tropas ocupantes francesas y las nacionales, ayudadas por el ejército inglés al mando del duque de Wellington. Durante este periodo, la guerra y las hambrunas contribuyen aún más a la despoblación de la región. A modo de ejemplo, durante el verano de 1809 se produce en la localidad de Hoyos el asesinato de Juan Álvarez de Castro, obispo de Coria, a manos de las tropas francesas mandadas por el mariscal Soult.
| Partidos judiciales | Pueblos | Vecinos | Almas   |
| ------------------- | ------- | ------- | ------- |
| Alcántara           | 9       | 5067    | 14 385  |
| Cáceres             | 10      | 6353    | 23 219  |
| Coria               | 18      | 4608    | 15 935  |
| Garrovillas         | 14      | 4492    | 17 145  |
| Gata                | 18      | 4909    | 17 805  |
| Granadilla          | 29      | 5083    | 21 416  |
| Jarandilla          | 18      | 4576    | 16 336  |
| Logrosán            | 20      | 4669    | 17 207  |
| Montánchez          | 14      | 5213    | 17 835  |
| Navalmoral          | 35      | 4793    | 17 599  |
| Plasencia           | 28      | 6107    | 22 955  |
| Trujillo            | 19      | 5341    | 20 602  |
| Valencia            | 10      | 5055    | 18 889  |
| Total               | 140     | 66 266  | 241 328 |

A la caída del Antiguo Régimen se creó la provincia de Cáceres, perteneciente a la región de Extremadura, constituyéndose 240 municipios constitucionales divididos en trece partidos judiciales. Estos trece partidos judiciales posteriormente quedarían reducidos a siete.
Siglos XX y XXI
La segunda mitad del siglo XX estuvo marcado por la sangría demográfica en la provincia. Se calcula que más de 800 000 personas abandonaron Extremadura para buscar una mayor prosperidad en otras regiones españolas, como el País Vasco, Madrid o Cataluña, y en otros países, como Francia, Alemania, Suiza u Holanda.

## Geografía

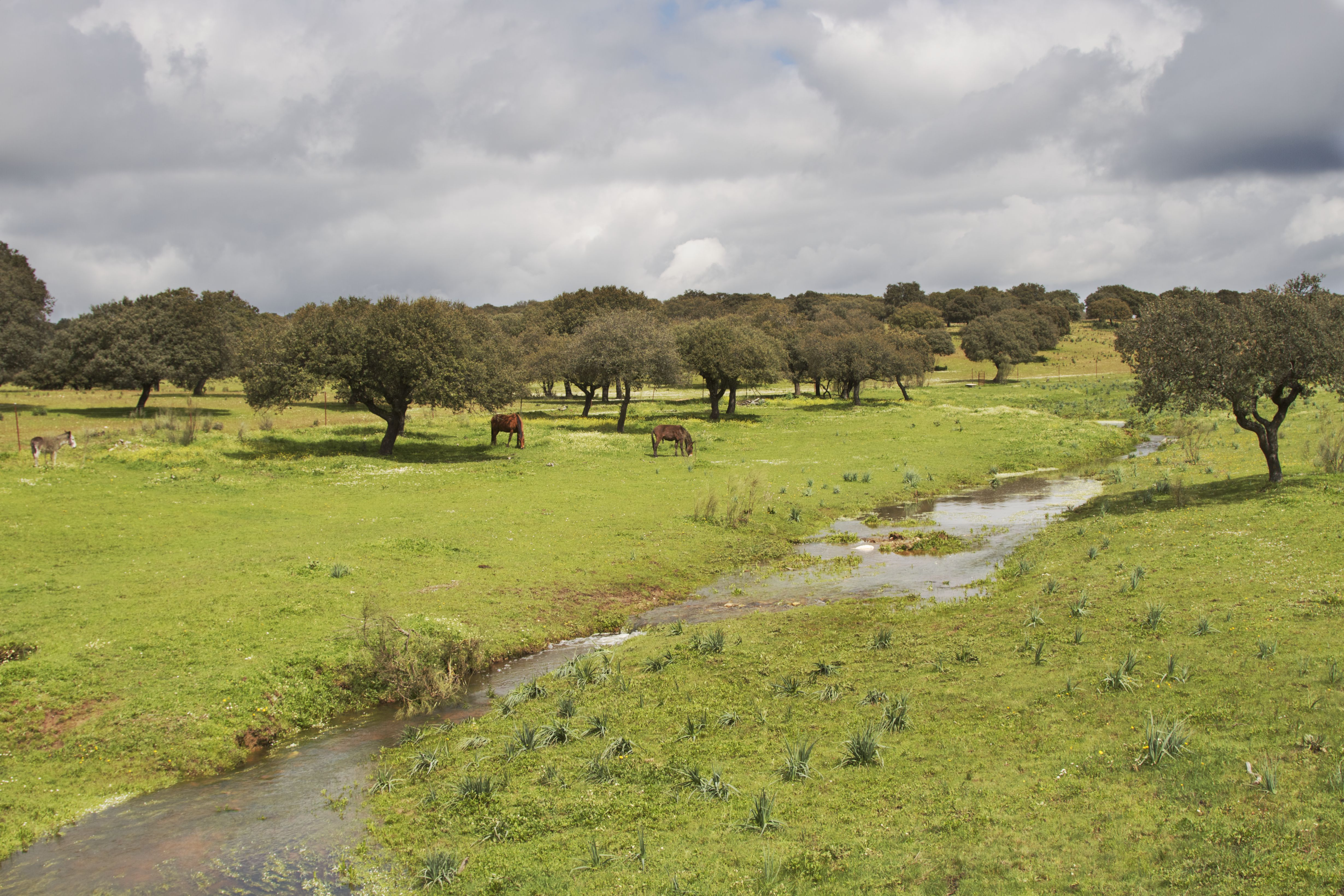
La dehesa forma parte del paisaje llano de la provincia

La provincia de Cáceres está accidentada por dos grupos montañosos bien definidos y separados por el río Tajo: el septentrional, perteneciente al Sistema Central, comprende las sierras de Gata y Francia y las estribaciones de la Sierra de Gredos; el meridional corresponde a los Montes de Toledo y comprende las sierras de Guadalupe, Altamira, Montánchez y San Pedro. 
El río Tajo entra en la provincia por Talavera la Vieja y la recorre de este a oeste para internarse en Portugal; dentro de Cáceres recibe por la derecha al Tiétar, Alagón y Jerte y por la izquierda al Gualija, Ibor, Almonte y Salor.
Según el INE, la provincia de Cáceres es la que posee mayor superficie forestal de toda España, con 944 000 hectáreas. El principal exponente de la flora provincial es el bosque mediterráneo, más tupido en las áreas montañosas y más modificado por el hombre en las llanuras, donde recibe el nombre de dehesa. Las especies forestales de frondosas más abundantes son la encina, el alcornoque, el rebollo y el eucalipto rojo, mientras que entre las coníferas sobresale el pino rodeno, el enebro y el tejo. La gran riqueza ambiental y animal de esta provincia destaca en el único parque nacional de Extremadura, Monfragüe.

## Gobierno y administración provincial

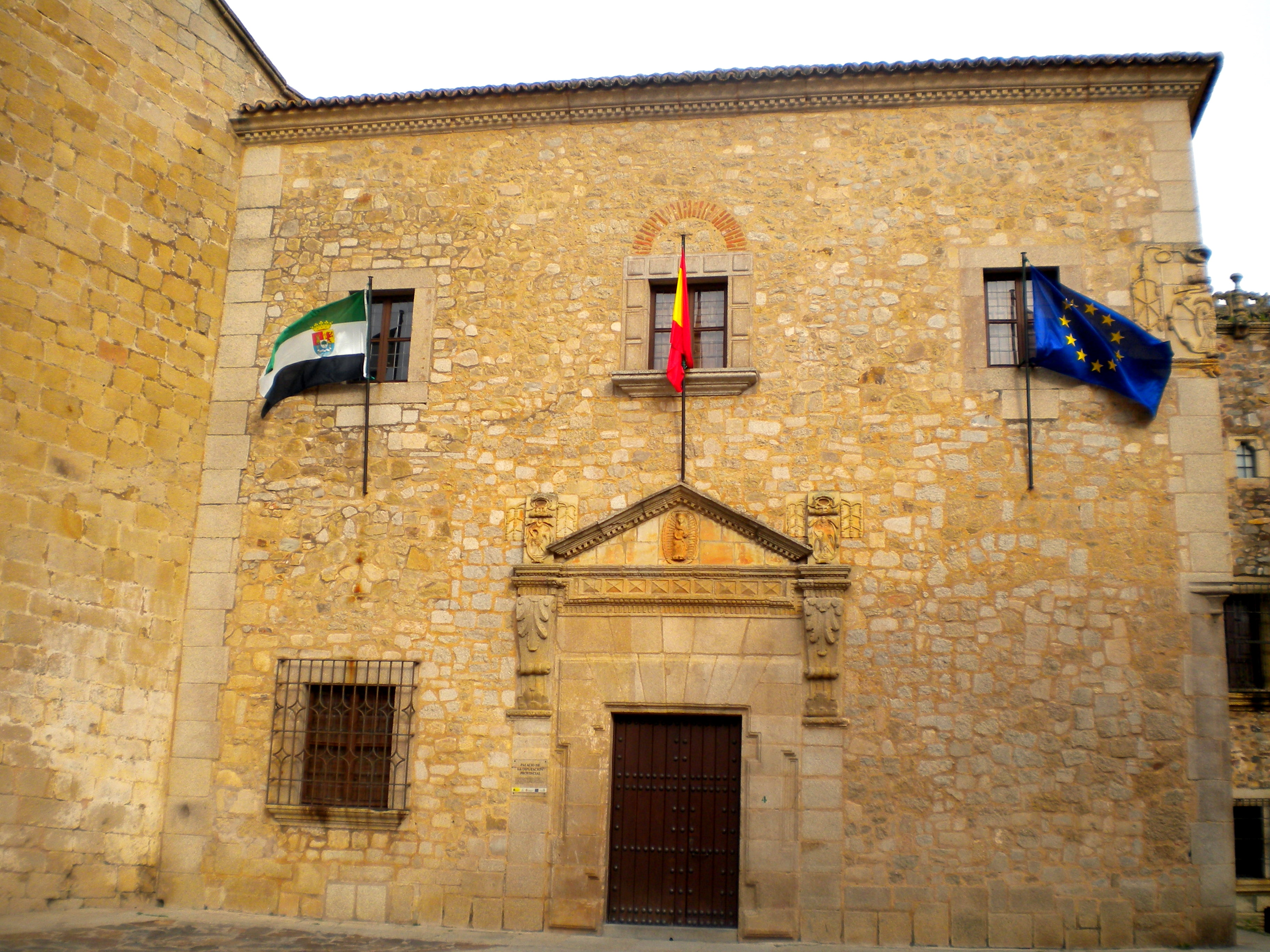
El Palacio Provincial, sede de la Diputación Provincial de Cáceres

La Diputación Provincial se encuentra gobernada por el Partido Socialista Obrero Español desde las elecciones municipales de 2019, tras las que el Pleno quedó constituido por 15 diputados del PSOE, 9 del PP y 1 de Ciudadanos. La presidenta desde 2015 es Rosario Cordero.
Para las Cortes Generales, la circunscripción electoral de Cáceres elige cuatro diputados al Congreso de los Diputados. En las elecciones generales de noviembre de 2019 la provincia obtuvo dos diputados del PSOE, uno del PP y uno de Vox. Para el Senado, en los mismos comicios se eligieron los cuatro representantes correspondientes, siendo en esta ocasión tres senadores socialistas y uno popular.
En la Asamblea de Extremadura, la provincia de Cáceres cuenta con 29 diputados. Tras las elecciones autonómicas de 2019 los representantes cacereños en la cámara fueron 14 del PSOE, 10 del PP, 3 de Ciudadanos y 2 de la coalición Podemos-Izquierda Unida-Extremeños-Equo.
La representación estatal en la provincia es la Subdelegación del Gobierno, cuyo cargo ostenta en 2019 José Antonio García Muñoz, del PSOE.
En cuanto a los ayuntamientos de la provincia, los cuatro mayores están gobernados de la siguiente forma:
- En Cáceres es alcalde Luis Salaya Julián (PSOE)
- En Plasencia es alcalde Fernando Pizarro (PP)
- En Navalmoral de la Mata es alcaldesa Raquel Medina (PSOE)
- En Coria es alcalde José Manuel García Ballestero (PP)

## Demografía
La provincia de Cáceres tiene una población de 388 652 habitantes (INE 2023), de los cuales el 24,82 % vive en la capital, y el 54 % en los diez municipios más poblados.
| Gráfica de evolución demográfica de la provincia de Cáceres entre 1842 y 2021            |
|                                                                                          |
| Fuente: Instituto Nacional de Estadística de España - Elaboración gráfica por Wikipedia. |

### Evolución y distribución de la población

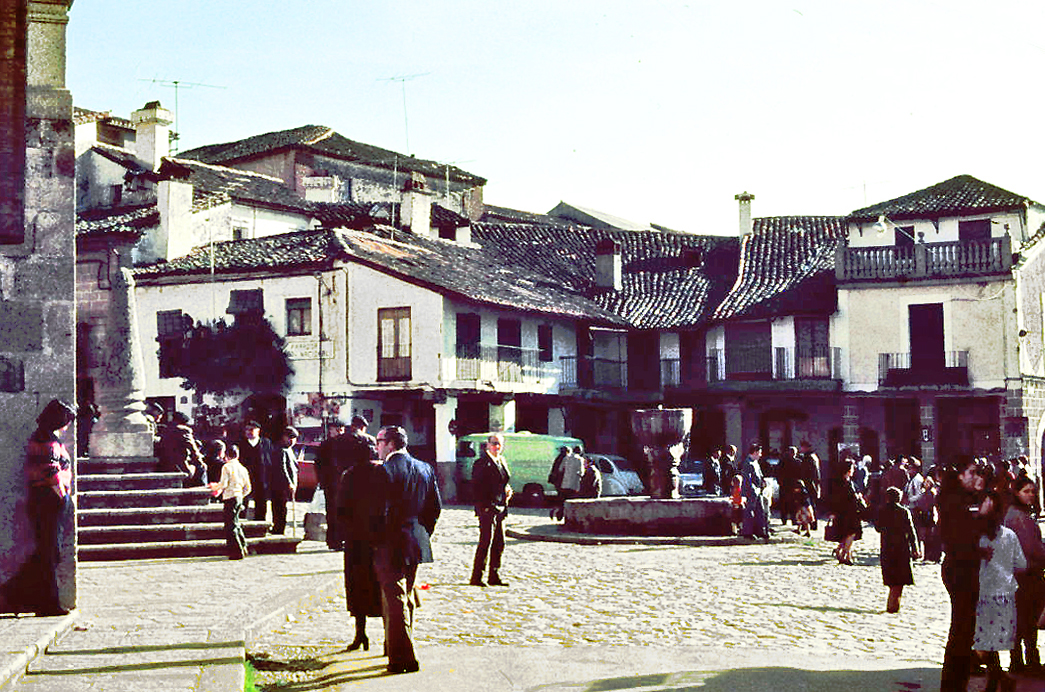
Personas en Guadalupe a finales de la década de 1970

La primera mitad del siglo XX se caracterizó por un crecimiento continuo de la población, pasando de poco más de 300 000 habitantes a casi 560 000 en los años 1960. En las siguientes dos décadas, la población sufre una fuerte caída debido a la gran emigración que se produce hacia zonas más prósperas del país, sobre todo Madrid y Cataluña, perdiendo más de 200 000 habitantes en solo dos décadas.
En las últimas décadas la población de la provincia ha permanecido estancada en torno a los 400 000 habitantes, creciendo muy poco en los años de mayor crecimiento económico en España. Con la llegada de la crisis económica vuelve la tendencia negativa y la población baja de los 400 000 habitantes, cifra que no perdía desde 1910.
En cuanto al crecimiento y distribución de la población por municipios, se observan tres núcleos: Cáceres, Plasencia y Navalmoral de la Mata. Estos tres núcleos y los municipios que se encuentran en su zona de influencia son los únicos que consiguen mantener e incluso crecer en población, mientras en el resto de la provincia se produce una pérdida acusada.

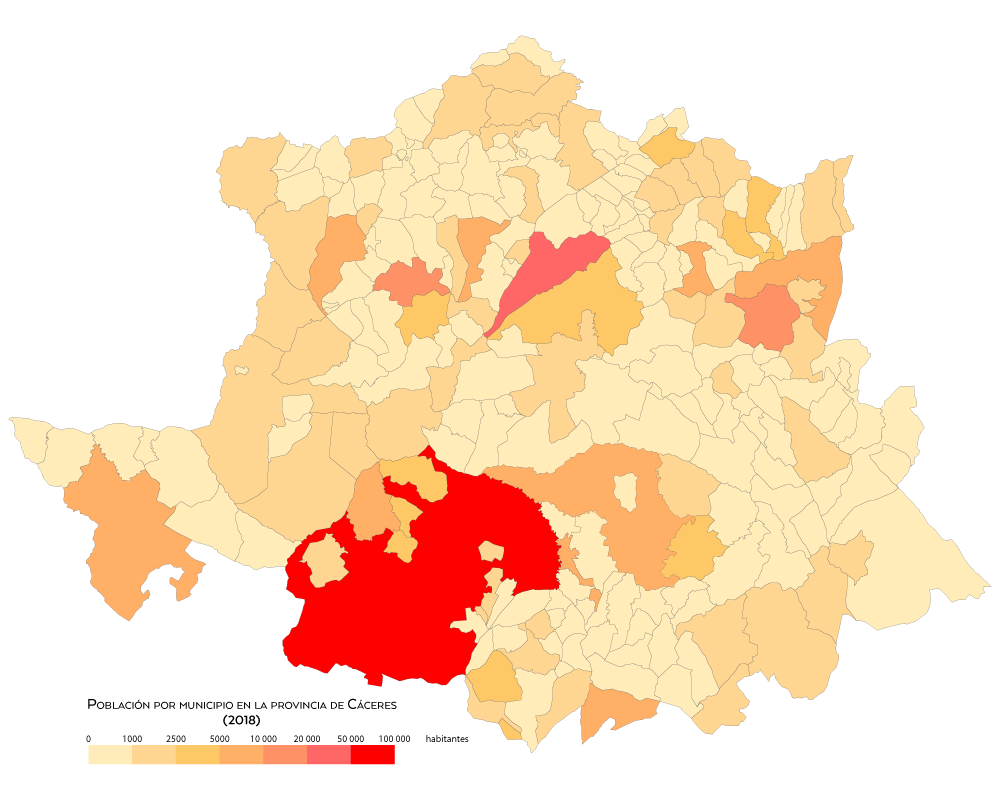
Mapa de población por municipios
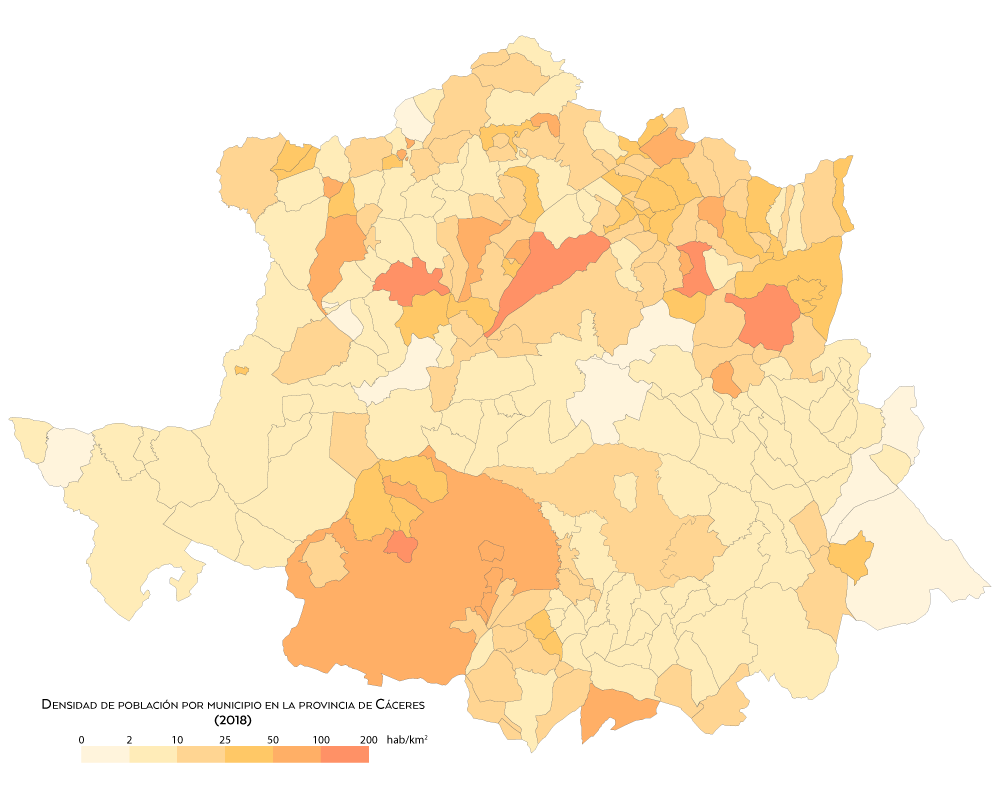
Mapa de densidad de población por municipios
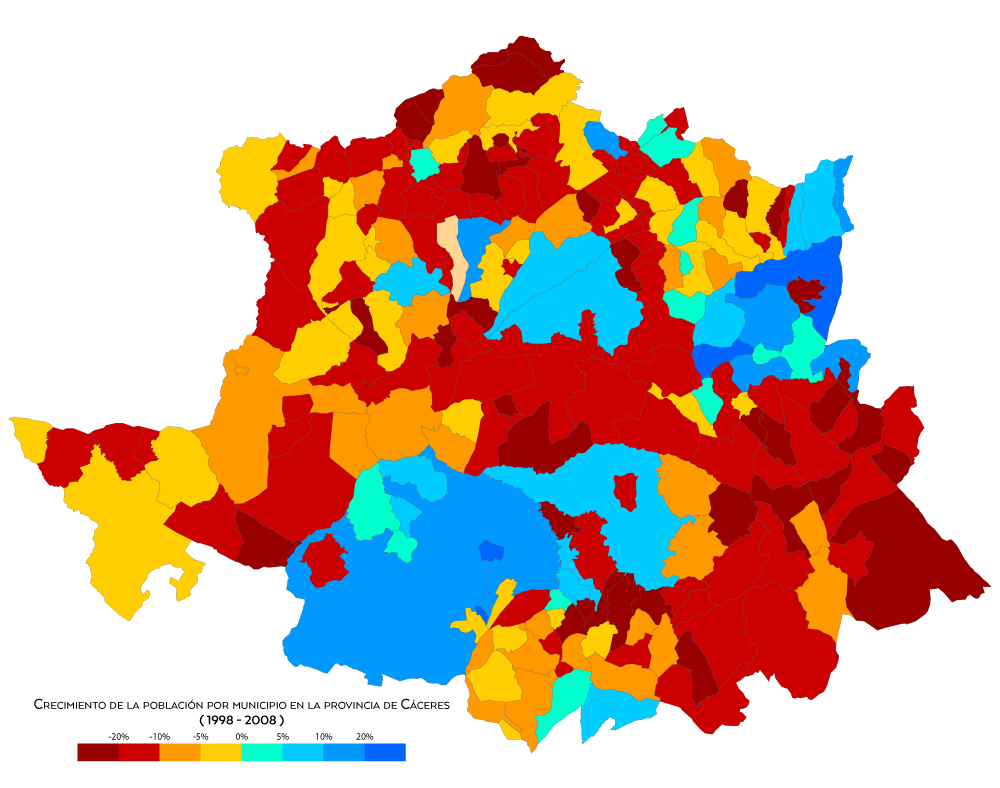
Crecimiento de los municipios entre 1998 y 2008
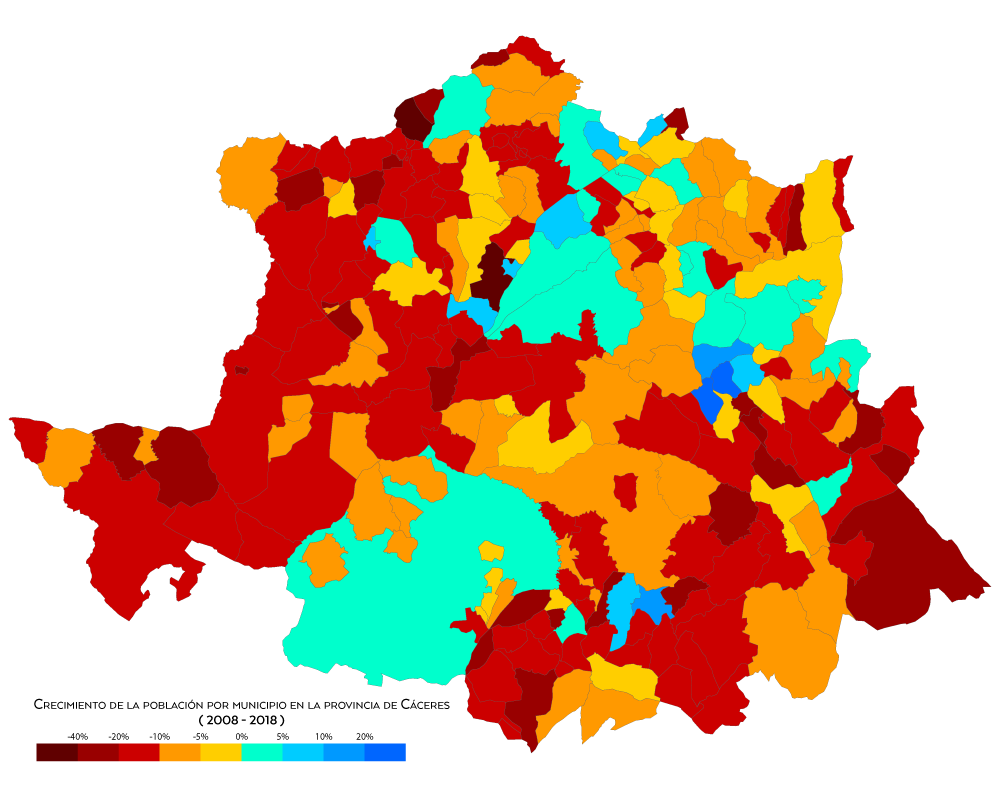
Crecimiento de los municipios entre 2008 y 2018

## Organización territorial

### Municipios
La provincia de Cáceres tiene un total de 223 municipios.
La provincia de Cáceres es la 39.ª de España, de un total de cincuenta, en porcentaje de habitantes concentrados en su capital (23,97 %, frente a 31,96 % del conjunto de España).
Cuenta con ocho municipios que no llegan a los 100 habitantes. Es el caso de Valdecañas del Tajo (96), Robledillo de Gata (94), Garvín (94), Pedroso de Acim (92), Benquerencia (84), Campillo de Deleitosa (84), Cachorrilla (82) y Ruanes (81). Este último es el menos poblado de Extremadura a fecha de 1 de enero de 2024.

### Mancomunidades integrales
Desde el nacimiento de la comunidad autónoma de Extremadura hasta el año 2008 no existió una división comarcal oficial en Extremadura. El Estatuto de Autonomía preveía la posible división de Extremadura en comarcas a través de una ley, pero no fue hasta 2008 cuando, como consecuencia de la crisis económica y la necesidad de racionalización del gasto público, la Junta de Extremadura impulsó un proceso de comarcalización basado en la creación de mancomunidades integrales. Desde entonces, todos los municipios de Extremadura pertenecen a una, y solo a una, mancomunidad integral. Extremadura se divide en 33 mancomunidades integrales: 15 en la provincia de Badajoz y 18 en la provincia de Cáceres. Todos los municipios, a excepción de Badajoz, Cáceres, Mérida y Plasencia pertenecen a alguna de las 33 mancomunidades en las que se ha dividido la región. 
Las 17 mancomunidades integrales de la provincia de Cáceres son las siguientes:
- Sierra de Montánchez
- Valle del Alagón
- Trujillo
- Tajo-Salor
- Valle del Jerte
- Rivera de Fresnedosa
- Sierra de San Pedro
- Trasierra-Tierra de Granadilla
- Las Hurdes
- Sierra de Gata
- Granadilla
- Valle de Ambroz
- La Vera
- Valle del Alagón
- Riberos del Tajo
- Campo Arañuelo
- Villuercas-Ibores-Jara

### Comarcas
El Ministerio de Agricultura divide la provincia en las siguientes comarcas: comarca de Cáceres, comarca de Monfragüe, comarca de Trujillo, comarca de Brozas, comarca de Valencia de Alcántara, comarca de Logrosán, comarca de Navalmoral de la Mata, comarca de Plasencia, comarca de Hervás y comarca de Jaraíz de la Vera.
Además existen las siguientes zonas naturales consideradas popularmente en ocasiones como comarcas que no están incluidas en la división anterior: Valle del Ambroz, Campo Arañuelo, Valle del Jerte, Las Hurdes, Las Villuercas, Los Ibores, La Jara cacereña, la Sierra de Gata, La Vera, Valle del Alagón y Trasierra-Tierras de Granadilla.

### Partidos judiciales

Partidos judiciales de la provincia de Cáceres

Tras la fusión de los viejos partidos judiciales, existen siete partidos judiciales en la provincia de Cáceres:
- Partido judicial de Cáceres
- Partido judicial de Coria
- Partido judicial de Navalmoral de la Mata
- Partido judicial de Plasencia
- Partido judicial de Trujillo
- Partido judicial de Valencia de Alcántara
- Partido judicial de Logrosán

## Transporte y comunicaciones
Carreteras

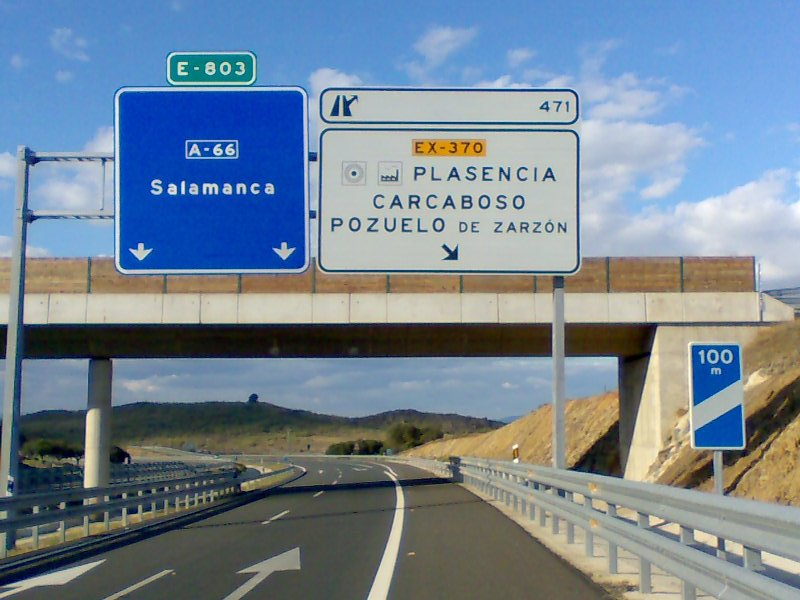
Salida a Plasencia por la A-66

La provincia de Cáceres cuenta en 2023 con cinco autovías, de ellas tres son de carácter nacional y las otras dos son administradas por el gobierno autonómico.
Dentro de las autovías nacionales, la A-5 o autovía de Extremadura es una autovía que une Madrid con Badajoz, pasando en la provincia de Cáceres por Navalmoral de la Mata, Almaraz, Jaraicejo, Trujillo, Puerto de Santa Cruz, Villamesías y Miajadas. De ella a la altura de Trujillo surge la A-58 o autovía Extremeña que en la actualidad permite conectar con Cáceres capital y que se está prolongando para permitir la unión directa de la capital provincial con Badajoz.
La A-66 o autovía Ruta de la Plata que une Gijón con Sevilla es el principal eje viario norte-sur de la provincia y de toda la comunidad, pasando por Casas de Don Antonio, Aldea del Cano, Cáceres, Casar de Cáceres, Cañaveral, Plasencia, Villar de Plasencia, Aldeanueva del Camino y Baños de Montemayor.
En cuanto a las autovías autonómicas, la EX-A1 une Navalmoral de la Mata con Coria pasando por Casatejada, Malpartida de Plasencia, Galisteo y Alagón del Río. Su prolongación a la frontera con Portugal a la altura de Moraleja se vio paralizada en 2011 por problemas geotécnicos. La EX-A2 une Miajadas con la provincia de Badajoz, entre Don Benito y Villanueva de la Serena.